# Walker Art Gallery

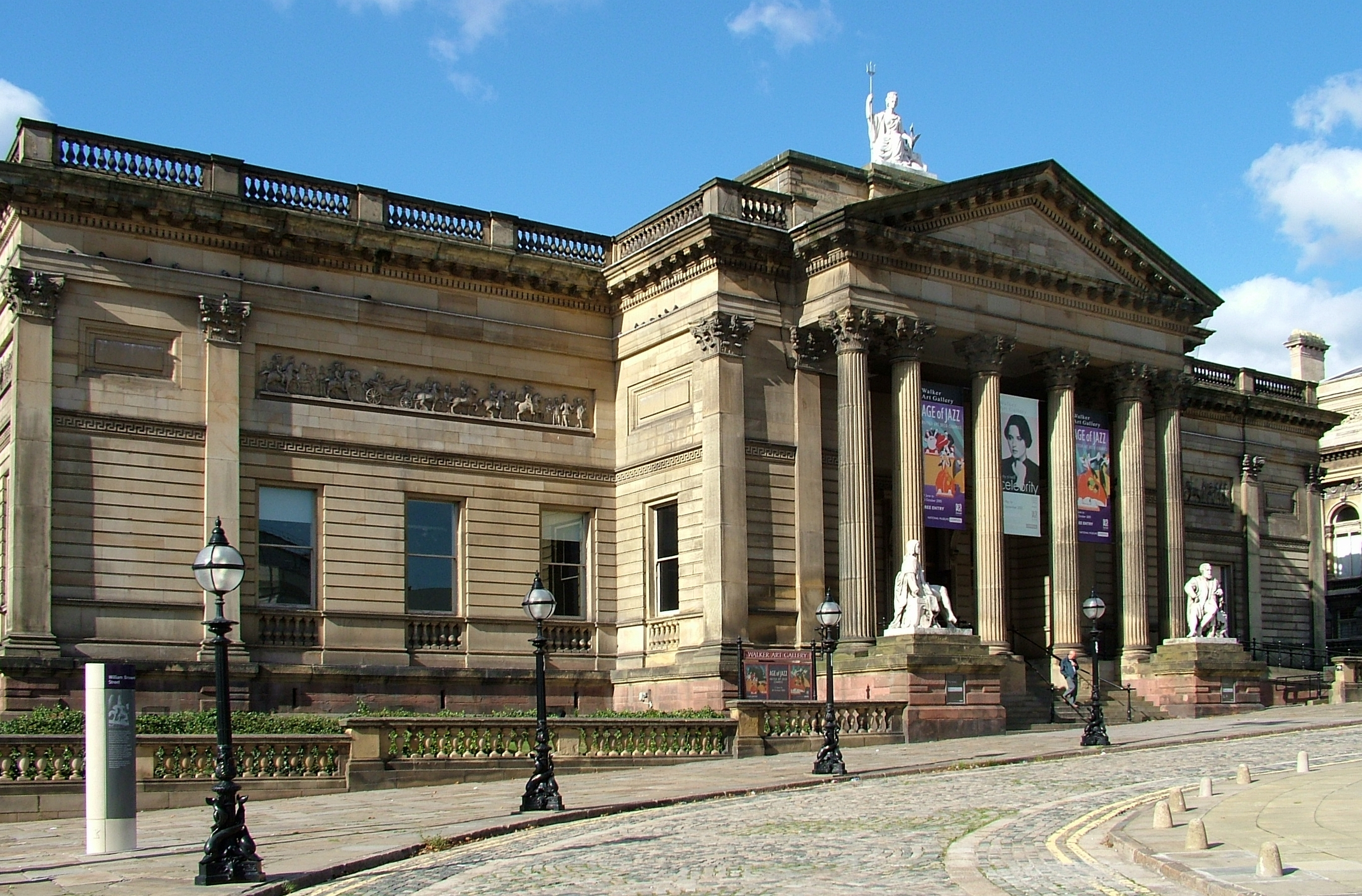
Entrada principal da Walker Art Gallery

A Walker Art Gallery é um museu de belas-artes de Liverpool, que tem uma importante colecção de obras de arte. Por vezes chamado de National Gallery do norte.[carece de fontes?]
A Walker Art Gallery foi concebida pelos arquitectos de Liverpool Cornelius Sherlock e H.H. Vale, e abriu em 1877.
Alberga uma colecção vasta de obras da escola italiana de pinturas de 1350 a 1550, de arte europeia de 1550 a 1900, incluindo obras de Rembrandt, Poussin e Edgar Degas, de arte britânica dos séculos XVIII e XIX, e uma importante colecção de pintura de época vitoriana e ainda vários pré-rafaelitas. Tem ainda uma colecção de estampas, de desenhos e de aguarelas do século XX de artistas como Lucian Freud, David Hockney e Gilbert e George e diversas esculturas.
Organiza todos os anos a exposição John Moores, com um programa regular de exposições temporárias. Em 2004 expôs The Stuckists Punk Victorian, primeira exposição consagrada ao movimento contemporâneo stuckismo.